# تاناکانکولام
تاناکانکولام (به لاتین: Tanakkankulam) یک منطقهٔ مسکونی در سری‌لانکا است که در استان شمالی (سری‌لانکا) واقع شده‌است.